# Устье (Логозовская волость)
Устье — деревня в Логозовской волости Псковского района Псковской области России. В деревне расположена церковь Николая Чудотворца, построенная в 1472 году.

## География
Расположена на берегу реки Великая (у её устья перед дельтой реки), в 18 км к северо-западу от центра города Пскова и в 12 км к северо-западу от Неёлово.

## Население
| 2001 | 2002 | 2010 | 2012 |
| ---- | ---- | ---- | ---- |
| 3    | →3   | ↗10  | ↘5   |

## История
В Писцовых Книгах 1585—1587 годов погост Устье назван центром Никольской в Устьях губе Заволоцкой засады.
На церковном кладбище в 1889 году был похоронен А. А. Фредерикс.